# Gare de Seyssel - Corbonod
La gare de Seyssel - Corbonod est une gare ferroviaire française de la ligne de Lyon-Perrache à Genève (frontière), située à proximité du centre bourg de Seyssel sur le territoire de la commune de Corbonod, dans le département de l'Ain et la région Auvergne-Rhône-Alpes. 
Elle est mise en service en 1857 par la Compagnie du chemin de fer de Lyon à Genève. 
C'est une gare de la Société nationale des chemins de fer français (SNCF), desservie par des trains TER Auvergne-Rhône-Alpes.

## Situation ferroviaire
Établie à 277 mètres d'altitude, la gare de Seyssel - Corbonod est située au point kilométrique (PK) 116,197 de la ligne de Lyon-Perrache à Genève (frontière), entre les gares en service de Culoz et Bellegarde. Auparavant elle se trouvait entre les gares d'Anglefort et de Pyrimont-Chanay, maintenant fermées.

## Histoire

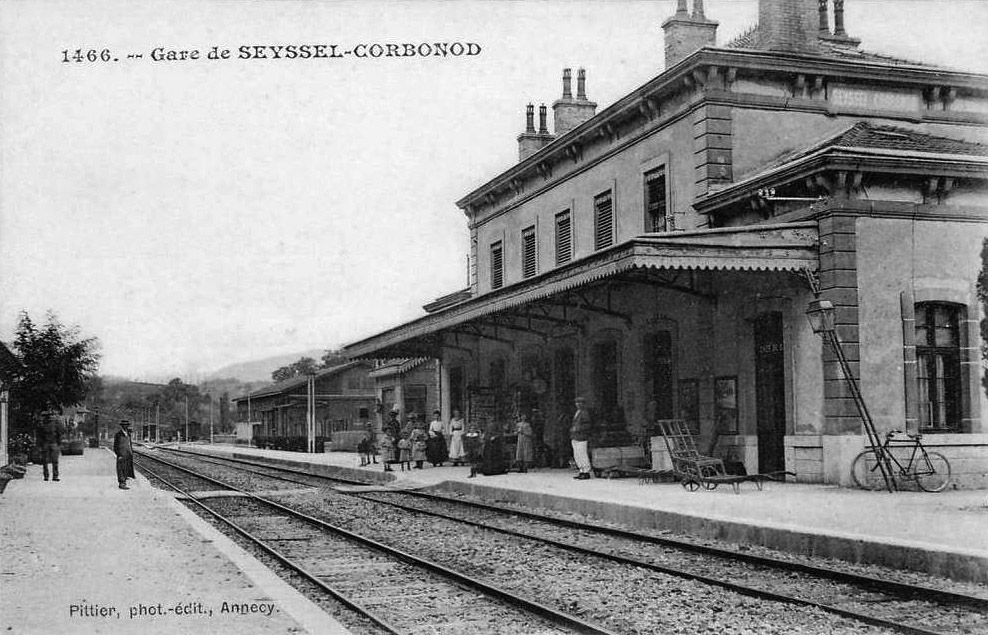
La gare au début des années 1900

L'enquête sur les stations réalisée en 1855, indique pour la station de Seyssel qu'il est prévu une station de 3e classe pour voyageurs et marchandises, disposant d'une surface d'environ 9 000 m2. La station est établie au lieu-dit Vollage, à environ 400 m du centre ville de Seyssel, sur le territoire de la commune de Corbonod, entre la route et le Rhône.
La gare de Seyssel est mise en service par la Compagnie du chemin de fer de Lyon à Genève le 20 juillet 1857, lors de l'ouverture de la section d'Ambérieu à Seyssel. Elle est le terminus de la ligne jusqu'à l'ouverture de la section suivante, de Seyssel à Genève le 18 mars 1858.
Suivant la convention signée le 8 décembre 1855 avec la Compagnie des chemins de fer de Paris à Lyon et à la Méditerranée (PLM), les deux compagnies prévoient une fusion deux ans après la mise en service de la totalité de la ligne de Lyon à Genève. Une clause prévoit la prise en charge, par la Compagnie du PLM, du service de la traction sur la ligne en attendant la fusion définitive. 
Le 16 décembre 1955 la section de Culoz à Bellegarde est électrifiée en 1 500 V continu.

## Fréquentation
Selon les estimations de la SNCF, la fréquentation annuelle de la gare s'élève aux nombres indiqués dans le tableau ci-dessous.
| Année               | 2023   | 2022   | 2021   | 2020   | 2019   | 2018   | 2017   | 2016   | 2015   |
| ------------------- | ------ | ------ | ------ | ------ | ------ | ------ | ------ | ------ | ------ |
| Nombre de voyageurs | 85 349 | 77 257 | 51 029 | 37 709 | 65 164 | 49 537 | 66 355 | 57 460 | 64 114 |

## Service des voyageurs

### Accueil

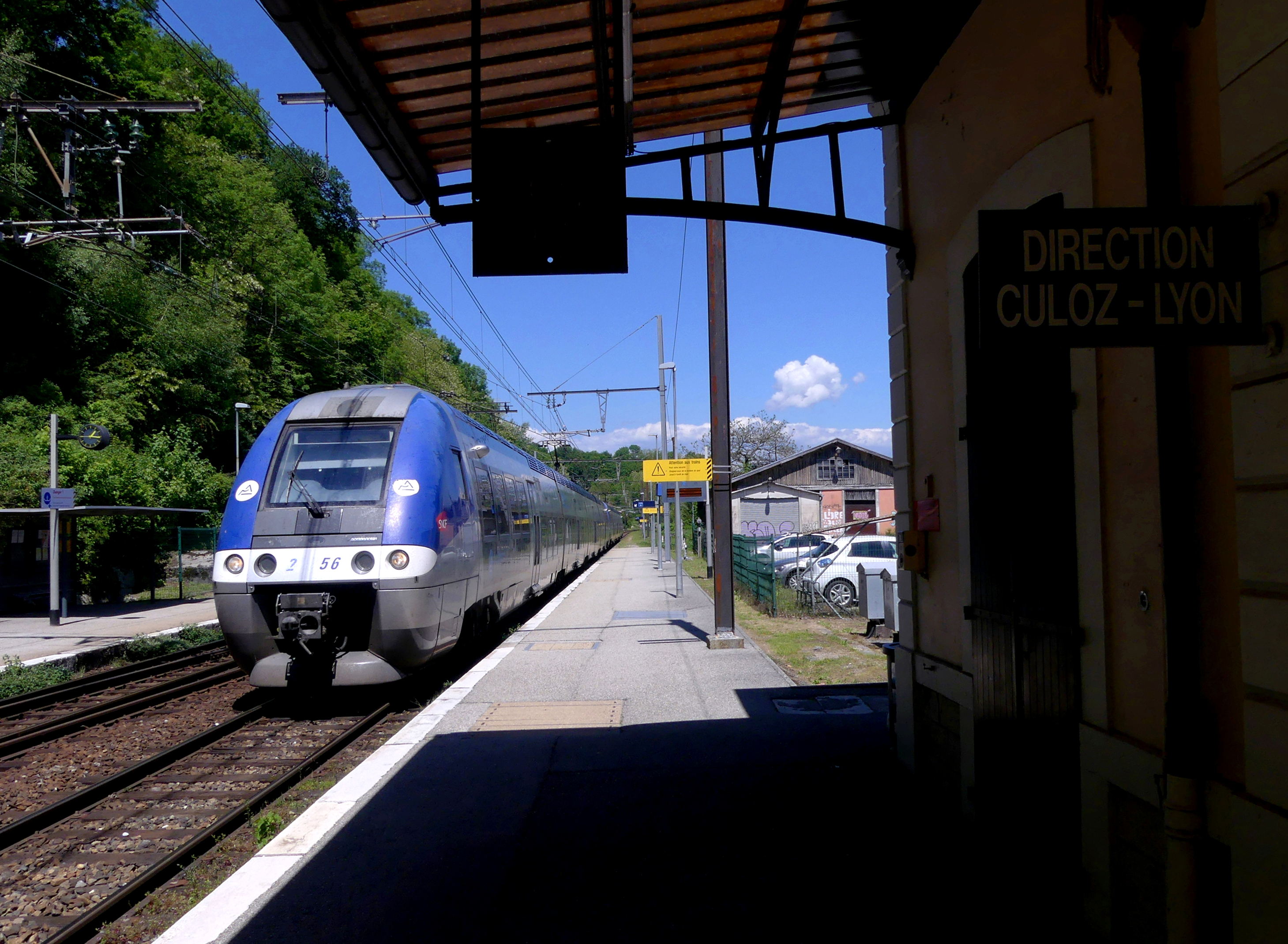
TER Auvergne-Rhône-Alpes sur la liaison Genève - Lyon.

Gare SNCF, elle dispose d'un bâtiment voyageurs. Elle est équipée d'automates pour l'achat de titres de transport.
À l'extérieur on trouve : une marquise et trois bancs sur le quai en direction de Culoz, un abri et quatre bancs sur le quai direction Bellegarde, un téléphone d’urgence est disponible sur le quai direction Culoz et un signal sonore et lumineux prévient de l'approche des trains.

### Desserte
Seyssel - Corbonod est desservie par des trains TER Auvergne-Rhône-Alpes sur les liaisons :
- Lyon-Part-Dieu ↔ Ambérieu-en-Bugey ↔ Culoz ↔ Bellegarde ↔ Genève-Cornavin
- Lyon-Part-Dieu ↔ Ambérieu-en-Bugey ↔ Culoz ↔ Bellegarde ↔ Annemasse ↔ La Roche-sur-Foron ↔ Bonneville ↔ Cluses ↔ Sallanches - Combloux - Megève ↔ Saint-Gervais-les-Bains-Le Fayet (liaison directe uniquement les samedis en période hivernale)[8]
- Valence-Ville ↔ Grenoble ↔ Aix-les-Bains-Le Revard ↔ Culoz ↔ Bellegarde ↔ Genève-Cornavin

Le cadencement permet un rythme régulier des dessertes, un train toutes les heures pour Genève, Aix-les-Bains, Chambéry et Lyon.

### Intermodalité
Sont aménagés : un parking pour les véhicules, gratuit et non gardé, de dix places face à la gare et cinquante places devant la halle marchandises ; un rangement réservé au vélos, trois places sécurisées devant le bâtiment voyageurs et trois places couvertes à l’entrée du parking véhicules.